# Louise-Charlotte de Duras
Louise-Charlotte-Henriette-Philippine, hertiginna de Duras, född de Noailles 1745, död 1832, var en fransk hovfunktionär och memoarförfattare. Hon var hovdam hos drottning Marie-Antoinette från 1770 till 1791.

## Biografi
Louise-Charlotte  var dotter till greve de Noailles och Anne d'Arpajon och gifte sig 1760 med Emmanuel-Céleste-Augustin, markis och från 1770 hertig de Duras. Hennes mor var hovdam hos drottning Marie Leszczynska och blev första hovdam hos Marie-Antoinette 1770. Själv var Duras hovdam hos den förstnämnda 1767–1768 och från 1770 hos Marie-Antoinette.

### Hovtjänst
de Duras var respekterad vid hovet för sin bildning och sin verbala förmåga, men dessa egenskaper ska ha gjort hennes relation till Marie-Antoinette något spänd, eftersom denna ska ha blivit obekväm av känslan av att vara försatt i underläge. Marie-Antoinette ska dock ha känt större respekt för Duras än för sina övriga hovdamer, och det var därför denna som fick framföra tillrättavisningar när drottningen bröt mot etiketten. När drottningens bror kejsaren besökte Frankrike 1777, ska Marie-Antoinette ha valt ut Duras som sin tjänstgörande hovdam när hon umgicks med brodern, eftersom han visade förakt för de flesta andra av hennes hovdamer och hon bedömde att den intelligenta Duras var den enda han kunde tänkas respektera.
När det blev dags att ersätta Victoire de Rohan som kunglig guvernant 1782, var de Duras tillsammans med prinsessan de Chimay de två hovdamer som allmänt ansågs vara de lämpligaste kandidaterna för tjänsten, men Marie-Antoinette valde bort de Chimay för hennes alltför rigida religiositet och de Duras på grund av att drottningen ska ha känt en viss bildningsmässig underlägsenhet inför hennes kunskap och kvickhet, och utsåg i stället Madame de Polignac.

### Franska revolutionen
Duras beskrivs som lojal, och under franska revolutionen kvarblev hon i tjänst och följde med kungafamiljen till Paris efter Kvinnotåget till Versailles 1789. Två år senare, efter kungaparets misslyckade flyktförsök till Varennes 1791, avgick Duras från sin tjänst i protest tillsammans med en rad andra hovfunktionärer, då nationalförsamlingen genomförde en rad reformer i hovet som avskaffade många privilegier och ceremonier, bland andra det gamla systemet med taburetter som avslöjade personers rang.
År 1792 gömde sig de Duras med sina föräldrar på slottet Mouchy-le-Châtel på landet i Oise. De arresterades 1793 i enlighet med ett dekret om fängslande av potentiella fiender mot staten. Hennes föräldrar fördes till Paris, där de snart avrättades. de Duras fängslades snart i Chantilly och sedan i Plessis i Paris innan hon frigavs efter Robespierres fall.
de Duras efterlämnade memoarer av sin tid i fångenskap under franska revolutionen, som har blivit utgivna.